# Hochstapler

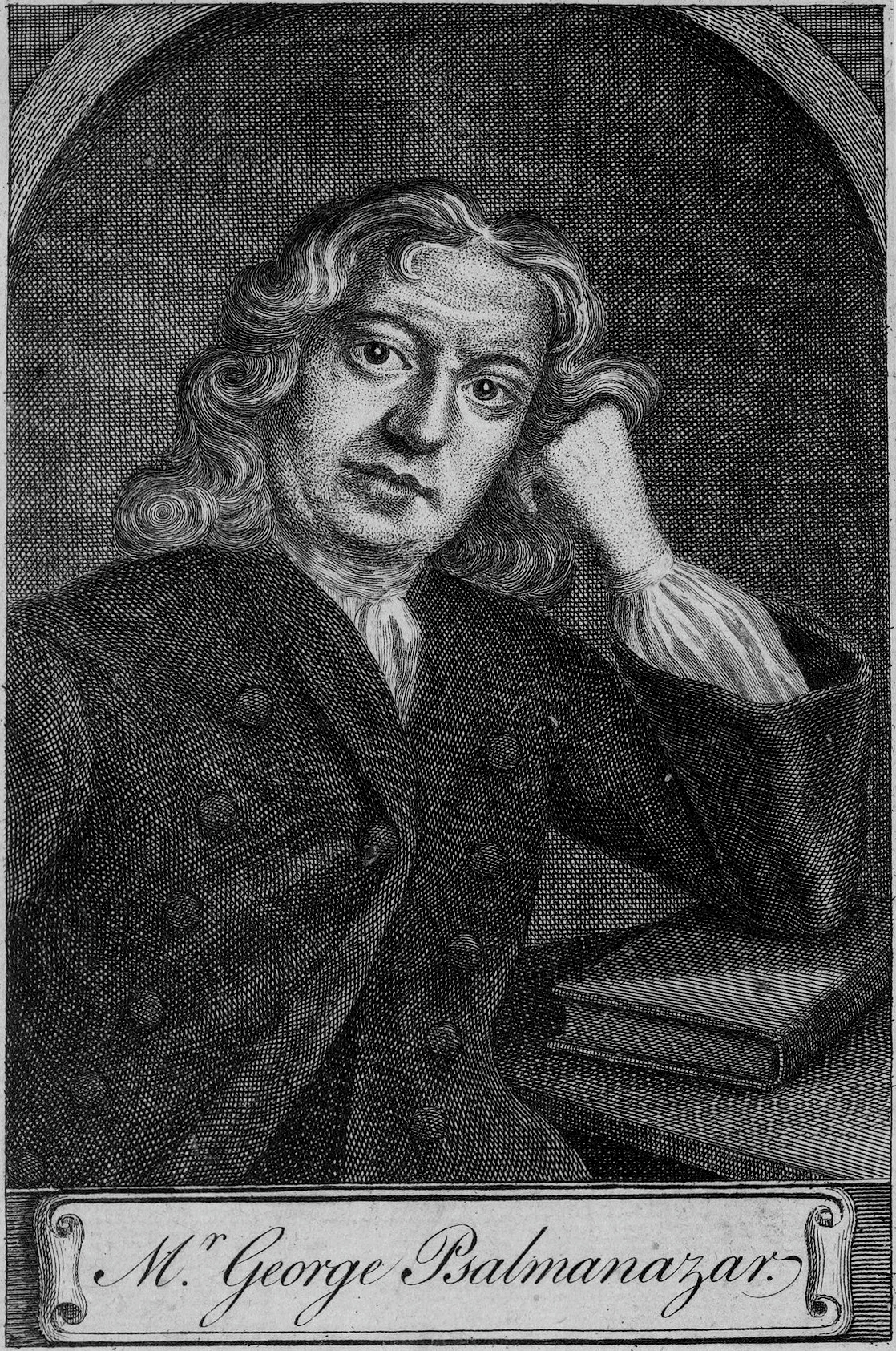
George Psalmanazar, französischer Hochstapler, gab um 1700 an der erste Ureinwohner der Insel Formosa zu sein, der Europa erreicht hätte.

Ein Hochstapler ist eine Person, die in der Absicht, sich Vorteile zu verschaffen, vorgibt, besser zu sein, als sie ist. Dazu zählt insbesondere das Vortäuschen eines höheren gesellschaftlichen Rangs, einer besseren beruflichen Position oder eines größeren Vermögens. Häufig machen Hochstapler von sich reden, die ihre Umwelt über einen längeren Zeitraum zu täuschen vermögen, etwa wenn sie, ohne aufzufallen, als Ärzte oder andere Experten tätig sind, ohne den entsprechenden Berufsabschluss erlangt zu haben. 
Die Grenzen zwischen Hochstapelei und einfachem Betrug sind fließend und hängen vor allem von dem Motiv der Täuschung ab. So kann Hochstapelei als „Kunst der Täuschung“ ein gewisses Ansehen genießen und finanzielle Bereicherung gilt nicht als ihr primäres Ziel.

## Etymologie
Das rotwelsche Wort „Hochstapler“ trat zuerst als Hochstabler 1728 in Schwaben auf und bezeichnete einen „hoch“, das heißt vornehm auftretenden Bettler. „Stapeln“ (verwandt mit stappen „gehen“) bezeichnete das oft unterbrochene Gehen des Bettlers, woraus sich stappeln im Sinne von „betteln“, (so 1792 in Bayern) ableitet. Rotwelsch erscheint Stapler (mit der Bedeutung „Bettler“) in verschiedenen Formen seit 1490. In die Schriftsprache fand das Wort Hochstapler erst zu Beginn des 19. Jahrhunderts Eingang. Das Zeitwort hochstapeln ist ab 1871 belegt.
1851 wird ein Hochstapler in dem Buch Die gefährlichen Klassen Wiens definiert als „ein gefährlicher Bettler, der mit falschen Attesten über erlebte Unglücksfälle oder dergleichen und, indem er gewöhnlich adlige Namen und Titel sich beilegt, vorzüglich die höheren Stände brandschatzt.“

## Strafbarkeit
Hochstapelei als solche ist kein Straftatbestand, sie kann aber einen der folgenden Straftatbestände erfüllen:
- Amtsanmaßung (strafbar gemäß § 132 StGB)
- Missbrauch von Titeln, Berufsbezeichnungen und Abzeichen (strafbar gemäß § 132a StGB)
- Betrug (strafbar gemäß § 263 StGB)
- Urkundenfälschung (strafbar gemäß § 267 StGB)
- Namensmissbrauch (strafbar gemäß § 12 BGB)

Eine der Voraussetzungen für Betrug liegt vor, wenn der Hochstapler sein Opfer durch Vortäuschung falscher Tatsachen schädigt. Im Fall einer Amtsanmaßung führt der Hochstapler Handlungen aus, zu deren Ausführung nur Amtspersonen berechtigt sind. „Unrechtmäßige Führung akademischer Grade“ wird einem Hochstapler vor allem dann vorgeworfen, wenn er sich mit Außenwirkung zum Beispiel zu Unrecht „Doktor“ nennt.
Eine Ordnungswidrigkeit begeht der Hochstapler, wenn er sich unbefugt mit einem staatlich geschützten Berufstitel bezeichnet (siehe Titelmissbrauch).

## Spezielle Ausprägungen
- Als Köpenickiade, benannt nach dem Hauptmann von Köpenick, bezeichnet man eine Form der Hochstapelei, bei der durch Amtsanmaßung Gehorsam erschlichen wird.

## Beispiele

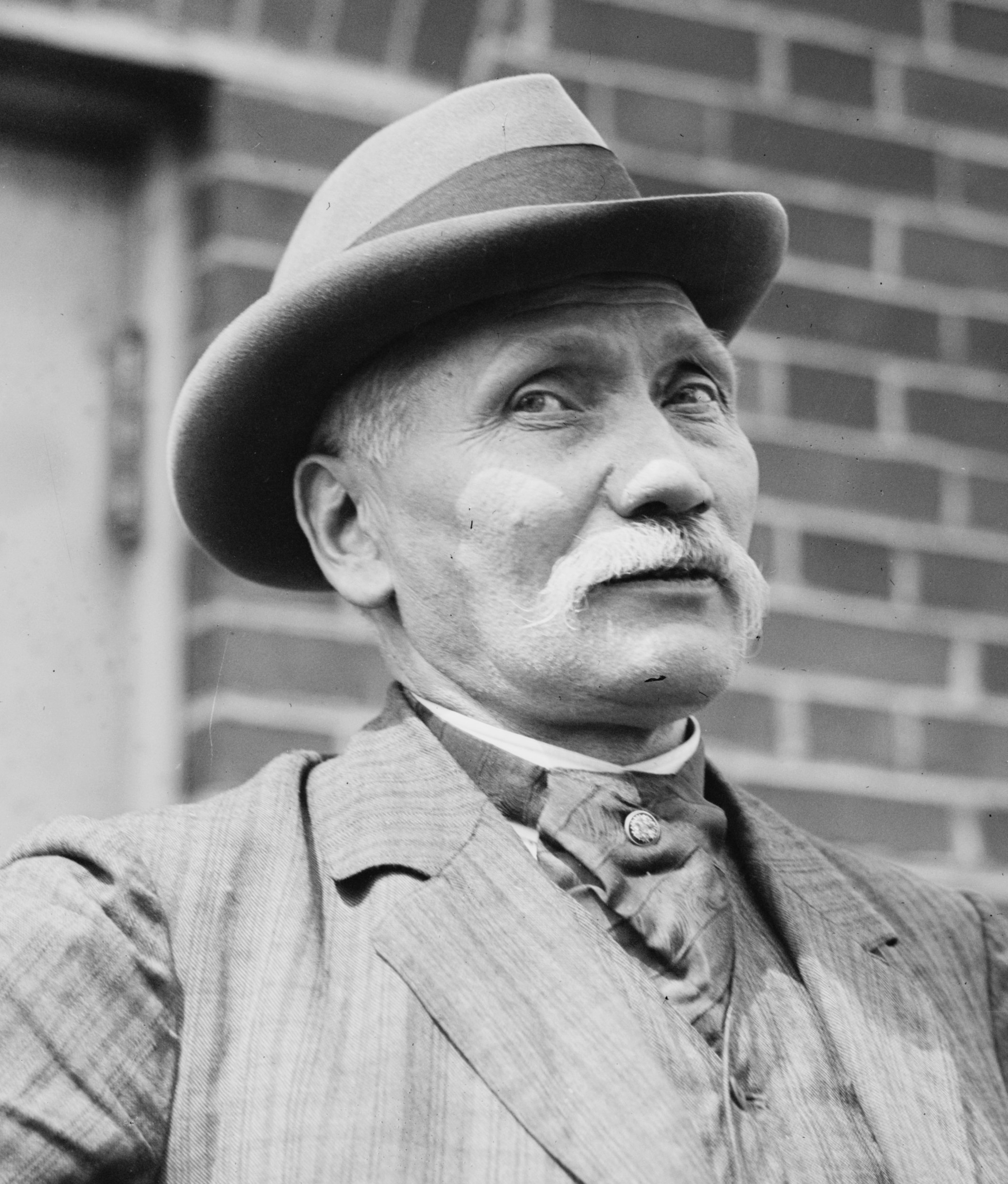
Friedrich Wilhelm Voigt (1910), der Hauptmann von Köpenick, ein Schuhmacher, der 1906 in der Uniform eines preußischen Hauptmanns das Rathaus von Köpenick überfiel, um die Stadtkasse zu rauben.

- In der mittelalterlichen Geschichte gibt es verschiedene Beispiele für falsche Herrscher. Ein deutsches Beispiel ist Tile Kolup, der 1284 viele glauben machte, er sei der längst verstorbene Kaiser Friedrich II. König Rudolf von Habsburg ließ ihn am 7. Juli 1285 in Wetzlar verbrennen.
- Der französische Bauer Martin Guerre verschwand 1548 spurlos. Nach acht Jahren erschien ein Mann, der sich als der Vermisste ausgab, und nicht nur den Großteil seines Dorfes, sondern auch seine Ehefrau täuschen konnte. Er wurde erst nach vier Jahren und dem Auftauchen des echten Martin Guerre enttarnt. Der eklatante Fall wurde ein Thema für Literatur und Spielfilm.
- George Psalmanazar behauptete 1700, ein Ureinwohner der Insel Formosa zu sein, über die er haarsträubende Geschichten berichtete, die nichtsdestoweniger von vielen Engländern geglaubt wurden. Später gab er die Täuschung zu, gestand in Frankreich geboren zu sein, nannte aber niemals seinen echten Namen.
- Zahlreiche Legenden und Spekulationen ranken sich um den französischen Abenteurer, Hochstapler und Diplomaten Graf von Saint Germain, der 1784 in Eckernförde starb.[7]
- In den Jahren 1864 bis 1870 gab sich der spätere Schriftsteller Karl May als Augenarzt Dr. Heilig aus, als Seminarlehrer, als Mitglied der Geheimpolizei und als Neffe eines Plantagenbesitzers aus Martinique.[8]
- Im Jahr 1906 besetzte Friedrich Wilhelm Voigt verkleidet mit einer Hauptmannsuniform das Rathaus der Stadt Cöpenick, die Geschichte erregte deutschlandweit Aufsehen und ist durch Carl Zuckmayers Theaterstück Der Hauptmann von Köpenick und sich daran anschließende Verfilmungen bis heute geläufig.
- Cassie Chadwick behauptete, Tochter des Millionärs Andrew Carnegie zu sein, und betrog darauf basierend Banken.
- Victor Lustig „verkaufte“ 1925 den Eiffelturm an einen Schrotthändler und betrog Al Capone.
- Karl Ignaz Hummel gab im Jahr 1932 vor, eine vermisste Person namens Oskar Daubmann zu sein, und behauptete, er sei von den Franzosen 16 Jahre lang in Afrika gefangen gehalten worden. Damit wollte er eine Rückreise aus Italien nach Deutschland ermöglichen, für die er kein Geld hatte. Gegen seinen Willen wurde er mit dieser Lügengeschichte zum „Helden“ und erlangte internationale Bekanntheit. Er hielt Vorträge und erhielt zahlreiche Ehrungen, bis er enttarnt wurde.
- Der Hochstapler und Scheckbetrüger Frank W. Abagnale erschwindelte in den 1960er und 1970er Jahren rund 2,5 Millionen US-Dollar in 26 Ländern. In eigener Firma berät er heute diverse Banken, Fluglinien, Hotels und andere Unternehmen.
- Der Hochstapler Gert Postel konnte als gelernter Postbote einen Oberarztposten in der Psychiatrie bekleiden und nimmt für sich in Anspruch, die Rechtspolitik mit seinem Fall beeinflusst zu haben. Armin Nack (damals Vorsitzender Richter am Bundesgerichtshof) sagte bei einem juristischen Fachvortrag an der Universität Passau am 31. Mai 2012[9]: „Ich sage Ihnen eines: der Postel war der beste Gutachter. Besser als die beiden gelernten Psychiater!“ Postel sagte laut einem Bericht der Welt: „Wer die Dialektik beherrscht und die psychiatrische Sprache, der kann grenzenlos jeden Schwachsinn formulieren und ihn dann in das Gewand des Akademischen stecken.“[10][11][12]
- Der Schwede Thomas Salme arbeitete über ein Jahrzehnt lang als Linienpilot in Europa – ohne jemals eine gültige Lizenz besessen zu haben. In dieser Zeit soll er mehr als 550.000 Passagiere befördert und über 10.000 Flugstunden absolviert haben. Er brachte sich das Fliegen selbst bei, indem er heimlich nachts in einem Flugsimulator übte. Seinen Pilotenausweis fälschte er aus einfachem Papier und bewarb sich damit erfolgreich bei mehreren europäischen Fluggesellschaften.
- Frank Dux, der Vorbild für den Film Bloodsport (1988) war, hat seine komplette Lebensgeschichte inklusive militärischer Laufbahn vermutlich erfunden.
- Im Jahr 2009 kündigte der klamme Fußballverein Grasshoppers Zürich an, einen Investor gefunden zu haben. Es handelte sich um Volker Eckel, der „hunderte von Millionen von Franken“ in den Verein investieren wolle, welche von Arabischen Scheichs stammen sollten. Er ergaunerte sich für angeblich in Arabien übliche Geschenke für Projekte hunderttausende Franken.[13][14]
- Christian E., der nur relativ knapp die Realschule geschafft hatte, fälschte Zeugnisse und wurde als Chirurg mit zwei falschen Doktortiteln am Klinikum der Universität Erlangen beschäftigt.[15][16]
- Christian Gerhartsreiter alias „Clark Rockefeller“, bekannt aus Walter Kirns „Blut will reden“
- Robin van Helsum gab sich im September 2011 als minderjähriger Waise Ray aus und behauptete, mit seinem Vater zusammen fünf Jahre in Wäldern gelebt zu haben, bis dieser bei einem Sturz in der freien Natur verstorben und von ihm selbst begraben worden sein soll. Im Juni 2012 wurde bekannt, dass es sich bei „Ray“ um den 20 Jahre alten Niederländer Robin van Helsum aus Hengelo handelte. Er brach seine Ausbildung ab und gab zu, die bisherigen Angaben frei erfunden zu haben. Sein Vater verstarb erst im Februar 2012.
- Anna Sorokin, auch bekannt als Anna Delvey, eine russisch-deutsche Hochstaplerin, die am Leben der wohlhabenden Schichten New Yorks teilnahm.
- George Santos, ein US-amerikanischer Politiker der Republikanischen Partei, der große Teile seiner Biografie erfunden hat.

## Das Motiv der „Hochstapelei“ in der Literatur (Auswahl)
- Brüder Grimm: „Der gestiefelte Kater“ gibt sich dem König gegenüber als Bediensteter eines angeblichen Grafen aus. Tatsächlich handelt es sich um einen Müllerssohn, der ebenfalls zum Hochstapler wird.
- Gottfried Keller: Kleider machen Leute. In: Die Leute von Seldwyla, (Novellensammlung), Stuttgart 1874
- Thomas Mann: Die Bekenntnisse des Hochstaplers Felix Krull. Der Memoiren erster Teil (Der zweite Teil wurde nicht geschrieben). Fischer, Frankfurt/M. 2004, ISBN 3-10-348129-2 (Nachdruck der Ausgabe Frankfurt/M. 1954)
- Georges Manolescu (Fürst Lahovari): Ein Fürst der Diebe (1905) sowie Gescheitert (1907), beide erschienen im Verlag von Paul Langenscheidt, Berlin. Erster und zweiter Teil der Memoiren des rumänischen Hochstaplers Manolescu, die als Inspiration für Thomas Manns literarische Figur des Felix Krull sowie als Vorlage für verschiedene Verfilmungen dienten. Nachdruck: Fischer, Frankfurt/M. 1987, ISBN 978-3-596-28226-5.
- Carl Zuckmayer: Hauptmann von Köpenick. Ein deutsches Märchen in drei Akten. Fischer-Taschenbuchverlag, Frankfurt/M. 2008, ISBN 978-3-596-90039-8 (Vorbild für die Titelfigur war Wilhelm Voigt; siehe auch: Köpenickiade).
- Peter Kurth: Anastasia, die letzte Zarentochter. Das Geheimnis der Anna Anderson. Lübbe, Bergisch Gladbach 1989, ISBN 3-404-11511-2 (amerikanisches Original: Anastasia: the Riddle of Anna Anderson. 1983)
- Natalie Zemon Davis: Die wahrhaftige Geschichte von der Wiederkehr des Martin Guerre. Wagenbach-Verlag, Berlin 2004, ISBN 3-8031-2498-0
- Andreas Izquierdo: Der König von Albanien. Rotbuch-Verlag, Berlin 2007, ISBN 978-3-86789-015-1 (Roman über den Hochstapler und Schausteller Otto Witte).
- Moritz Wulf Lange: Kalter Abgrund. Dallingers zweiter Fall. Bloomsbury Berlin, Berlin 2010, ISBN 978-3-8270-0868-8. Das Buch beschäftigt sich – wie auch der Film Eine Frage des Vertrauens – mit einer Sonderform der Hochstapelei, der qualifizierten Berufsausübung ohne offizielle Berechtigung.[17]

## Das Motiv der „Hochstapelei“ im Film (Auswahl)

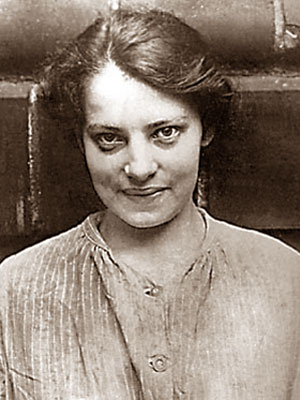
Anna Anderson (1920), die bis an ihr Lebensende behauptete, die russische Großfürstin Anastasia Nikolajewna Romanowa, Tochter des letzten Zaren Nikolaus II., zu sein.

- Anastasia, USA 1956 (Regie: Anatole Litvak)
- Der Hauptmann von Köpenick. BRD 1956 (Regie: Helmut Käutner, mit Heinz Rühmann, Martin Held, Wolfgang Neuss und anderen)
- Die Bekenntnisse des Hochstaplers Felix Krull. BRD 1957 (Regie: Kurt Hoffmann, mit Horst Buchholz, Liselotte Pulver, Ingrid Andree und anderen)
- Arzt aus Leidenschaft, BRD 1959
- Daniel Vigne: Die Rückkehr des Martin Guerre. 1982, u. a. mit Gérard Depardieu, Nathalie Baye, Dominique Pinon
- Der Lumpenmann: DEFA-Spielfilm von Jochen Thomas, 1982
- Der Staatsanwalt hat das Wort: Ich bin Joop van der Dalen, DDR, 1982
- Der Bote (1987), sowjetischer Spielfilm von Karen Schachnasarow
- Zwei hinreißend verdorbene Schurken (Dirty Rotten Scoundrels) von Frank Oz, 1988, mit Michael Caine und Steve Martin in der Rolle der Schurken.
- Der talentierte Mr. Ripley (The Talented Mr. Ripley) von Anthony Minghella, USA 1999.
- Steven Spielberg: Catch Me If You Can, 2002 (die Geschichte des Hochstaplers Frank William Abagnale Jr.).
- Auch die US-Fernsehserie Pretender (1996–2000) behandelt Hochstapelei, wenn auch in nicht krimineller Bedeutung.
- Die Hochstapler von Alexander Adolph (Buch und Regie), Dokumentarfilm, Deutschland 2006.
- Rainer Wolffhardt (Regie): Der Hauptmann von Köpenick. Tragikomödie. Film 101, München 2008, (mit Rudolf Platte, Alexander Kerst, Joachim Teege und anderen)
- Eine Frage des Vertrauens. Mit Silke Bodenbender, Hermann Beyer, Peter Kremer u. v. a. ZDF, 8. März 2010. Der Film beschäftigt sich – wie auch der Roman Kalter Abgrund von Moritz Wulf Lange – mit einer Sonderform der Hochstapelei, der qualifizierten Berufsausübung ohne offizielle Berechtigung.[18]
- Gier, von Dieter Wedel, inspiriert vom Leben von Jürgen Harksen und ausgestrahlt in der ARD im Januar 2010.
- Wer ist Clark Rockefeller? (Regie Mikael Salomon, 2009 in Kanada gedreht, 2010 in den USA erschienen) beruht auf dem Leben des 1961 in Deutschland geborenen Christian Gerhartsreiter, der seit 1978 in den Vereinigten Staaten lebte, 1994 dort als „Clark Rockefeller“ als angebliches Mitglied der Unternehmerfamilie Rockefeller heiratete und 2013 wegen Mordes verurteilt wurde. Die 1994 geschlossene Ehe wurde 2007 geschieden, weil er der Ehefrau Auskünfte über seine Identität verweigerte.